# 콘스탄틴 라우슈
콘스탄틴 라우슈(Konstantin Rausch, Константин Викторович Рауш, 1990년 3월 15일, 코젠프니코포 ~)는 러시아의 전 축구 선수이다. 현역 시절 포지션은 왼쪽 수비수으로, 그동안은 처음으로 프로 계약을 하고 2008년 3월 30일에 18세의 나이로 데뷔한 독일 분데스리가의 하노버 96에서만 계속 활동하다가 VfB 슈투트가르트로 이적, 이후 SV 다름슈타트 98로 이적하였다. 2022년 1. FC 뉘른베르크에서 은퇴를 선언하였다.

## 사생활
라우슈의 가족은 그가 5세였을 때 시베리아에서 독일로 이주하였다. 그가 독일에서 사귄 첫 친구는 "콘스탄틴"을 제대로 발음할 수 없어 "코카" (Kocka)라고 불렀고, 현재까지도 그의 팀 동료와 감독도 그렇게 부르고 있다.

## 클럽 경력

### 초기 경력
독일로 이주한지 얼마 안되어서, 라우슈는 지역 클럽인 TuS 라헨도르프에서 축구를 시작하였다. 그가 12세가 되었을 때, 그는 분데스리가에 속한 하노버 96의 유소년 팀 입단 제안을 받았다. 그는 당시 빅 클럽에 이적할 준비가 되지 않았다 생각하고, 대신에 다른 지역 클럽인 SV 닌하겐으로 이적하였다. 그는 2년 뒤에서야 SV 베르더 브레멘과 페예노르트의 이적 제안을 거절하고 하노버 96에 입단하였다.

### 하노버 96
그가 하노버 96에 입단하였을 때 주전 레프트 백 미하엘 타르나트와 그의 백업 크리스티안 슐츠가 모두 부상당한 상태였다. 2008년 3월 30일, 라우슈는 VfB 슈투트가르트전에서 데뷔전을 치렀다. 그의 당시 나이는 18세로, 하노버 역사상 1군 경기에 나온 최연소 선수였다. 라우슈는 무난하게 경기를 치렀지만, 염좌로 인해 교체 아웃되어야만 했다. 이틀 뒤, 그는 2010년까지 유효한 첫 프로 계약을 체결하였다. 하노버는 장기 계약을 원했지만, 라우슈 자신은 장기 계약을 원치 않았다.

## 국가대표 경력

### 청소년 국가대표
라우슈는 다양한 연령대의 독일 청소년 국가대표팀에서 윙백으로 기용되어, 총 30경기 이상 출장하였다. 그의 최대 성공은 2007년 FIFA U-17 월드컵 3위로, 그는 6경기에서 선발로 출장하였다. 그가 결장한 한 경기는 이전 경기에서 퇴장당하였다. 토너먼트 종료 후, 그는 그의 연령에서 우수 선수 2위로 선정되어 프리츠 발터 은메달을 받았다.

### 시니어 국가대표
2011년 3월, 러시아 언론들은 라우슈가 러시아 축구 국가대표팀에 관심있다고 발언하였지만, 러시아 축구 협회에서는 그를 불러오는 제안을 한 적이 없다고 해명하였다.

## 수상
독일 U-17 국가대표팀
- FIFA U-17 월드컵: 2007년 3위